# Jean-Louis Tauran

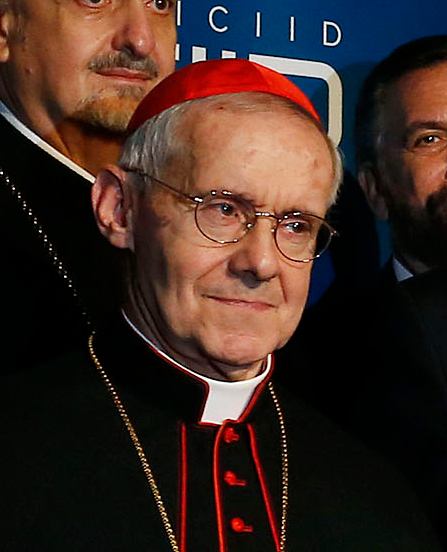
Jean-Louis Kardinal Tauran (2012)

Kardinalswappen

Jean-Louis Kardinal Tauran (* 5. April 1943 in Bordeaux, Frankreich; † 5. Juli 2018 in Hartford, Connecticut, Vereinigte Staaten) war ein französischer Kurienkardinal der römisch-katholischen Kirche und Kardinalkämmerer der Heiligen Römischen Kirche.

## Leben
Jean-Louis Tauran studierte nach seinem Abschluss am Lyzeum „Michel Montaigne“ Philosophie und Katholische Theologie zunächst am Diözesanseminar in Bordeaux und zwei Jahre später als Alumne des Päpstlichen Französischen Priesterseminars an der Päpstlichen Universität Gregoriana in Rom. Von 1964 bis 1965 absolvierte er seinen Militärdienst als Lehrer an einer katholischen Hochschule im Libanon. Am 20. September 1969 empfing er das Sakrament der Priesterweihe für das Erzbistum Bordeaux und war Pfarrvikar von Saint Eulalia in Bordeaux. Parallel dazu absolvierte er ein Doktoratsstudium in Kanonischem Recht am Katholischen Institut von Toulouse in Toulouse.
1973 wurde er nach Rom berufen und durchlief eine Ausbildung an der Päpstlichen Diplomatenakademie. 1975 trat er in den Diplomatischen Dienst des Heiligen Stuhls ein und arbeitete bis 1983 als Sekretär für die Nuntiaturen in der Dominikanischen Republik und im Libanon.
1983 wechselte er zum Rat für öffentliche Angelegenheiten der Kirche, einer Abteilung der römischen Kurie, die sich mit den Beziehungen zu Staaten befasst. In den Jahren 1984 und 1986 gehörte er zum Stab der Sondergesandtschaften für Haiti, Syrien und den Libanon. Außerdem gehörte er in den 1980er Jahren der Delegation des Heiligen Stuhls bei der Konferenz für Sicherheit und Zusammenarbeit in Europa an. Er war Teilnehmer an den KSZE-Folgekonferenzen 1984 in Stockholm sowie 1986 in Wien. 1988 wurde er zum Untersekretär des Rates für öffentliche Angelegenheiten der Kirche ernannt, in der Praxis bezeichnet als „Vizeminister“ der Außenpolitik des Vatikans.
Am 1. Dezember 1990 ernannte ihn Papst Johannes Paul II. zum Titularerzbischof von Thelepte und zum Sekretär in der Abteilung für die Auswärtigen Beziehungen im Staatssekretariat des Heiligen Stuhls. Tauran übte dieses Amt bis 2003 aus. Die Bischofsweihe spendete ihm am 6. Januar 1991 der Papst; Mitkonsekratoren waren Giovanni Battista Re, Substitut im vatikanischen Staatssekretariat, und Justin Francis Rigali, Sekretär der Kongregation für die Bischöfe.
Im Konsistorium vom 21. Oktober 2003 wurde Jean-Louis Tauran als Kardinaldiakon mit der Titeldiakonie Sant’Apollinare alle Terme Neroniane-Alessandrine in das Kardinalskollegium aufgenommen und am 24. November desselben Jahres mit der Leitung des vatikanischen Geheimarchivs und der Vatikanischen Bibliothek betraut.
Am 1. September 2007 folgte er Paul Kardinal Poupard als Präsident des Päpstlichen Rates für den Interreligiösen Dialog und Leiter der Päpstlichen Kommission für religiöse Beziehungen zu den Muslimen nach.
Am 21. Februar 2011 wurde er von Papst Benedikt XVI. als Kardinalprotodiakon bestätigt. In dieser Funktion nahm er am Konklave 2013 teil, durch das ihm u. a. die Aufgabe zukam, am 13. März desselben Jahres mit dem Habemus papam von der Benediktionsloggia des Petersdomes der Öffentlichkeit die Wahl des Papstes Franziskus zu verkünden und diesem bei dessen Amtseinführung am 19. März desselben Jahres das Pallium umzulegen. Am 12. Juni 2014 wurde er zum Kardinalpriester erhoben, wodurch seine Funktion als Kardinalprotodiakon endete.
Kardinal Tauran war seit 1996 Großkreuz-Konventualkaplan ad honorem und seit dem 4. Dezember 2006 Ehren- und Devotions-Großkreuz-Bailli des Malteserordens. Er war Großkreuzritter und Berater des Ritterordens vom Heiligen Grab zu Jerusalem.
Am 20. Dezember 2014 ernannte ihn Papst Franziskus zum Kardinalkämmerer der Heiligen Römischen Kirche (Camerlengo).
Tauran litt an Morbus Parkinson. Er starb im Juli 2018 im Alter von 75 Jahren im US-Bundesstaat Connecticut, wo er sich einer Behandlung seiner Krankheit unterziehen wollte.
Der Kardinaldekan Angelo Sodano leitete am 12. Juli 2018 im Petersdom die Begräbnisfeier für Jean-Louis Tauran.

## Wirken
Tauran galt als ein Spitzendiplomat des Heiligen Stuhls und war Teilnehmer vieler internationaler Konferenzen wie der Konferenz für Sicherheit und Zusammenarbeit in Europa, der KSZE, und der UN-Konferenz für Abrüstung. Er war 13 Jahre lang vatikanischer „Außenminister“, davor Nuntius unter anderem im Libanon.
Papst Benedikt XVI. berief Tauran 2007 als Präsident des Päpstlichen Rates für den Interreligiösen Dialog und übergab ihm die Leitung der Päpstlichen Kommission für religiöse Beziehungen zu den Muslimen. Er spielte eine entscheidende Rolle im Dialog auf höchster Ebene zwischen der katholischen Kirche und dem Islam und initiierte zahlreiche Dialog-Konferenzen.
Im April 2018 besuchte er die saudi-arabische Hauptstadt Riad und traf sich mit verschiedenen hochrangigen muslimischen Führungspersönlichkeiten. Trotz eines Verbotes einer nicht-islamischen Religionsausübung in Saudi-Arabien feierte er zusammen mit Erzbischof Miguel Ayuso Guixot MCCJ, Sekretär des Päpstlichen Rates für den Interreligiösen Dialog und Islamwissenschaftler, und Khaled Akasheh, Vorsitzender des Islambüros, mit der katholischen Gemeinde in Riad eine Heilige Messe. Er rief Christen und Muslime auf, ein friedliches Zusammenleben zu ermöglichen sowie Menschenwürde und Menschenrechte zu achten und Religionsfreiheit und gleichberechtigtes Miteinander zu garantieren. Bei dieser Reise unterzeichneten Tauran und der Generalsekretär der Islamischen Weltliga einen Kooperationsvertrag, um den Dialog zwischen Christen und Muslimen voranzutreiben.

## Mitgliedschaften in der römischen Kurie
Jean-Louis Kardinal Tauran war Mitglied der folgenden Kongregationen und Räte der römischen Kurie:
- Staatssekretariat (zweite Sektion)
- Kongregation für die Glaubenslehre
- Kongregation für die orientalischen Kirchen (bestätigt 2014[16])
- Kongregation für die Bischöfe (seit 2003; bestätigt 2013)
- Päpstlicher Rat für die Kultur
- Apostolische Signatur
- Päpstliche Kommission für den Staat der Vatikanstadt
- Kardinalskommission des Istituto per le Opere di Religione (seit 2013)[17]

## Ehrungen und Auszeichnungen
- 1988: Großoffizier des Verdienstordens der Italienischen Republik
- 1990: Großkreuz des Ordens für Verdienst
- 1992: Großkreuz des Verdienstordens der Italienischen Republik
- 1995: Ix-Xirka Ġieħ ir-Repubblika
- 1997: Großkreuz des Orden de Isabel la Católica
- 1999: Großes Goldenes Ehrenzeichen am Bande für Verdienste um die Republik Österreich[18]
- 1999: Komtur mit Stern des Verdienstordens der Republik Ungarn
- 2002: Orden des Weißen Doppelkreuzes 2. Klasse
- 2003: Orden des litauischen Großfürsten Gediminas
- 2004: Großes Verdienstkreuz mit Stern und Schulterband des Verdienstordens der Bundesrepublik Deutschland
- 2004: Großoffizier des Sterns von Rumänien
- 2010: Komtur mit Stern des Verdienstordens der Republik Polen
- 2010: Ehrendoktorwürde des Institut Catholique de Paris[6]